# Centro de Deportes de la Bahía de Shenzhen
El Centro de Deportes de la Bahía de Shenzhen (en chino simplificado, 深圳湾体育中心) es un complejo multiusos en Shenzhen, China. Se usa sobre todo para competiciones de tenis de mesa, natación y fútbol. Su estadio tiene una capacidad para 20 000 espectadores y su gimnasio cerrado para otros 13 000. El estadio es conocido por haber sido la sede de la ceremonia de apertura de la Universiada de 2011. Además, en el centro deportivo también se dan conciertos musicales.
La competición internacional para el diseño del edificio tuvo lugar a principios de 2008 y el trabajo preparativo comenzó en noviembre de ese mismo año. Los cimientos se colocaron en febrero de 2009 y la construcción se completó a mediados de 2011. El edificio consiste de tres canchas, una piscina de natación, una cancha cubierta y un estadio multiuso, todos unidos por una pared de acero externa. Dentro del complejo hay también una torre de oficinas de 30 pisos.
El estadio se encuentra a corta distancia de la estación Houhai del metro de Shenzhen y próxima al distrito financiero de Nanshan.

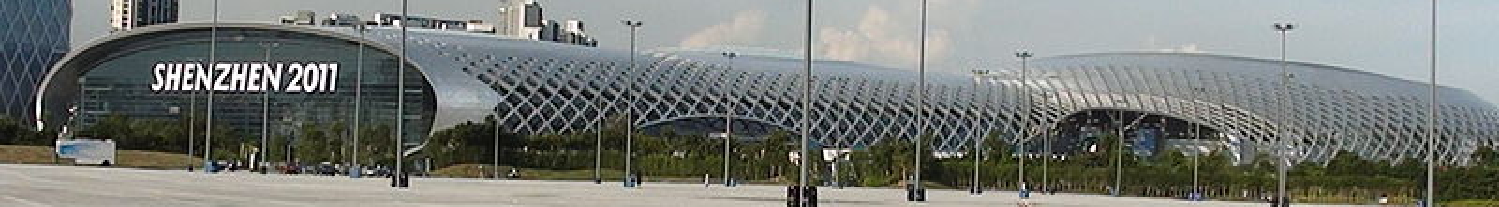
Vista panorámica que muestra la longitud total del centro deportivo

## Evento importantes
Estadio
- Joker Xue – Skyscraper World Tour – 28 de julio de 2018

Gimnasio
- Joker Xue – I Think I've Seen You Somewhere Tour – 29 de abril de 2017
- Jessie J – The R.O.S.E Tour – 12 de septiembre de 2018

| Predecesor: Štark Arena Belgrado 2009 | Ceremonias de Apertura y Clausura en las Universiadas Shenzhen 2011 | Sucesor: Kazán Arena Kazán 2013 |